# オカミミガイ
オカミミガイ（陸耳貝）、学名 Ellobium chinense は、有肺目オカミミガイ科に分類される巻貝の一種。東アジアの熱帯・温帯域に分布し、汽水域周辺に形成されるヨシ原などの塩性湿地に生息する。ときにオカミミガイ科の貝類を総称してオカミミガイあるいは略してオカミミと言うこともあるが、その場合はオカミミガイ類の意である。

## 特徴
成貝は殻長40mm・殻径25mmに達し、日本産オカミミガイ類の中では最大種である。貝殻はラグビーボールのような楕円球形で厚質である。殻表は縫合下にごく細かい布目状彫刻があるがほぼ平滑で、光沢のない褐色の殻皮をかぶる。殻頂は浸食されて欠けることが多く、丸みを帯びている。殻口は縦長の水滴形で周辺が白く、外唇が肥厚する。殻底に近い内唇と軸唇に計3個の歯状突起が突き出るが、最も上に位置する突起は痕跡的である。軟体部のうち、殻外に出す頭部-腹足部の色はベージュで、しわ状の模様がある。触角は橙色で短い。
若い個体では殻口外唇が肥厚せず、殻頂周辺に細かい短毛が生える。また35mmを超えるほどの老成個体では褐色の殻皮が剥がれて黄白色を呈し、貝殻もいびつに変形してジャガイモのような印象になることが多い。
標準和名は、海岸の陸地に生息し水中には入らないことと、殻口に2-3個の突起が出た様がヒトの耳たぶに似ることに由来する。学名の種小名"chinense"は分布域の一つである中国に由来する。

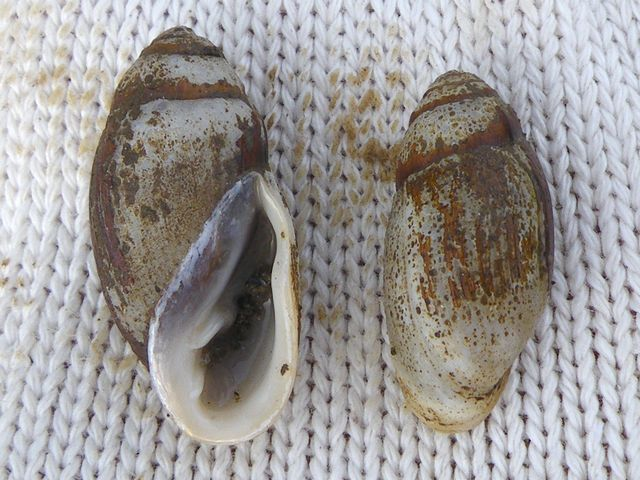
殻皮がかなり剥がれた個体
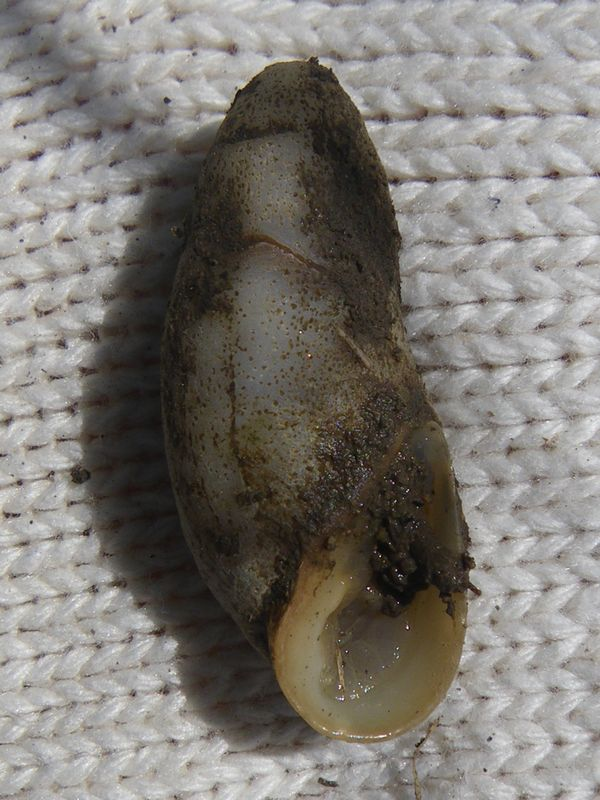
殻皮が剥がれ殻も変形した老成個体

### 生態
三河湾以南の本州・四国・九州と朝鮮半島・中国南部に分布する。伊勢湾岸や有明海沿岸は比較的個体数が多い。東京湾と愛媛県では既に絶滅したと考えられている。また南西諸島での記録はない。これでも日本産オカミミガイ類の中では分布が広く、生息地もわりと多い方である。
河口や内湾など汽水域周辺に広がる塩性湿地に生息する。満潮線より上の一定の高さまでに生息し、明らかな帯状分布を示す。このため陸から水域への傾斜が緩やかで広大な塩性湿地が広がる所ではしばしば多産する。海岸性の貝だが水中に入ることはほとんどなく、一方で乾燥した所にも生息せず、生活様式はカタツムリに近い。暗く湿った所を好むので、昼間は枯れ葉・転石・漂着物などの下に潜んでいる。屋外で発見するのはなかなか難しいが、長さ数mm-数cm・直径2-3mmほどの細長い糞を残すので、姿が見えなくても生息を確認できる。活動期は春から秋であり、この時期にはアシ原から這い出すことがある。
同所的にはユビアカベンケイガニ、フタバカクガニ、ウモレベンケイガニ、アカテガニなど水際の陸地を徘徊するカニ類がよく見られる。また同じオカミミガイ科では内湾性のナラビオカミミガイ、キヌカツギハマシイノミガイ、シイノミミミガイ、オキヒラシイノミガイなどと共存する。これらの中でも本種とナラビオカミミガイは生息環境の攪乱に比較的強く、開発の手が入るなどして他種が死滅した環境でも生き残ることがある。

## レッドリスト掲載状況
- 絶滅危惧II類 (VU)（環境省レッドリスト）

- - 県別レッドリスト

絶滅 - 千葉県・愛媛県
絶滅危惧I類 - 愛知県・大分県・佐賀県・熊本県・鹿児島県
絶滅危惧II類 - 三重県[4]・岡山県・福岡県

オカミミガイ科他種と同様に、埋立・港湾整備・河川改修などで生息地が消滅しており、絶滅が危惧されている。しかし人間にとっての利用価値が無いこともあり、省みられることは少ない。日本の環境省が作成した貝類レッドリストでは2007年版で絶滅危惧II類（VU）として掲載された他、各県が独自に作成したレッドリストでも多くの県で絶滅危惧種として挙げられている。